# يوهان ويبر
يوهان ويبر (بالألمانية: Johann Georg Weber) (و. 1687 – 1753 م) هو مؤلِّف، وعالم عقيدة، وكاتب، توفي في فايمر، عن عمر يناهز 66 عاماً.